# John Barry (compositeur)
Pour les articles homonymes, voir John Barry, Barry et Prendergast.
Jonathan Barry Prendergast, dit John Barry, né le 3 novembre 1933 à York (Angleterre, Royaume-Uni) et mort le 30 janvier 2011 à Oyster Bay (État de New York, États-Unis), est un compositeur britannico-américain de musique de film.
Il est notamment connu pour la musique des films de James Bond (composant de Bons baisers de Russie en 1963 jusqu'à Tuer n'est pas jouer en 1987) dont il refait le thème qui devient « un classique de la bande originale de film », ainsi que pour les musiques d'Out of Africa (1985) ou de Danse avec les loups (1990). Pour la télévision, il compose en particulier la musique du générique de la série Amicalement vôtre (1971-1972).

## Biographie
Son père, Jack Xavier Prendergast (né en 1898), tient une chaîne de cinéma à York (dans le nord de l'Angleterre), lieu de naissance de Jonathan Barry Prendergast, le futur John Barry, tandis que sa mère, Doris Wilkinson (née en 1901), nantie de grands talents musicaux, renonce à une carrière de pianiste. Barry, qui se destine à devenir administrateur, sur les traces de son père, est d'abord projectionniste, mais il est attiré par la musique. Il fait son apprentissage du piano auprès de Francis Jackson, maître de musique à la Cathédrale d'York, puis étudie le jazz auprès de l'arrangeur Bill Russo, qui avait travaillé pour l'orchestre de Stan Kenton. Son père, d'ailleurs, raffole de ce genre musical. C'est dans une formation de jazz, que Barry débute, après son service militaire, fondant son groupe, le « John Barry Seven », avant d'écrire de la musique pour le cinéma.
Il compose d'abord la musique du film L'Aguicheuse (Beat Girl, 1960), puis remanie un thème musical écrit par Monty Norman, pour en faire l'indicatif musical des James Bond, qui devient, ainsi arrangé, l'un des thèmes musicaux les plus connus du monde. À ce titre, Barry doit être considéré comme le véritable créateur de la musique « bondienne ». Il compose ensuite les musiques de la majorité des James Bond, jusque dans les années 1980. En 1995, il sera  écarté de la série, à cause d'un différend artistique avec les producteurs. Sa musique pour la série de télévision Amicalement vôtre (1971) contribue aussi à sa notoriété déjà bien établie.

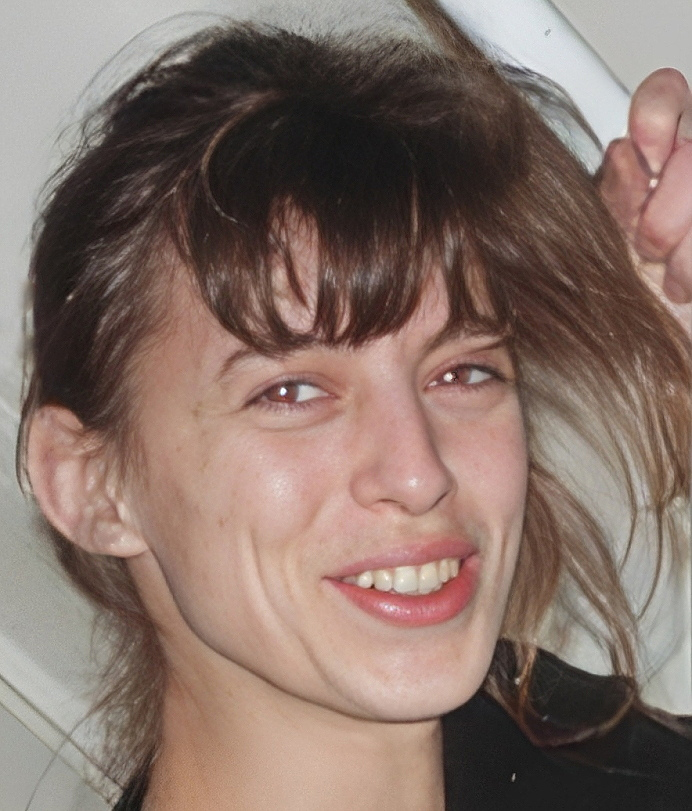
Le 11 décembre 2013, sa fille Kate Barry meurt brutalement à l'âge de 46 ans.

Pour avoir aussi composé les musiques d'autres très grosses productions, telles que Out of Africa ou Danse avec les loups, John Barry est considéré comme l'un des plus grands compositeurs de musique de films, à l'instar, par exemple, de Nino Rota, John Williams, Jerry Goldsmith, Lalo Schifrin, Maurice Jarre et Ennio Morricone. John Barry livre une musique de facture aisément identifiable, au style romantique plus ou moins teintée de jazz.
Il est le premier mari de Jane Birkin, dont il a une fille en 1967, la photographe Kate Barry, qui se suicidera le 11 décembre 2013 à Paris.
John Barry meurt à l'âge de 77 ans, le 30 janvier 2011,  « après une crise cardiaque ». David Arnold, son successeur, déclare à la BBC : « James Bond aurait eu beaucoup moins de flegme si John Barry ne lui avait pas tenu la main. » Son corps est incinéré.

## Filmographie

### Cinéma

#### Années 1960
- 1960 : Quand gronde la colère (Never Let Go) de John Guillermin
- 1960 : L'Aguicheuse (Beat Girl), de Edmond T. Gréville
- 1962 : Mix Me a Person de Leslie Norman (non crédité)
- 1962 : James Bond 007 contre Dr No (Dr No) de Terence Young (musique composée par Monty Norman, thème arrangé par John Barry)
- 1962 : The Amorous Prawn d'Anthony Kimmins
- 1963 : Bons baisers de Russie (From Russia with love) de Terence Young
- 1963 : Zoulou (Zulu) de Cyril R. Endfield
- 1964 : L'affaire Winston (Man in the Middle) de Guy Hamilton
- 1964 : Goldfinger (Goldfinger) de Guy Hamilton
- 1964 : A Jolly Bad Fellow de Don Chaffey
- 1965 : Ipcress, danger immédiat (The Ipcress File) de Sidney J. Furie
- 1965 : The Party's Over
- 1965 : Le Knack... et comment l'avoir (The Knack..and how to get It) de Richard Lester
- 1965 : Quatre Heures du matin (Four in the Morning) d'Anthony Simmons
- 1965 : Mister Moses de Ronald Neame
- 1965 : Un caïd (King Rat) de Bryan Forbes
- 1965 : Opération Tonnerre (Thunderball) de Terence Young
- 1966 : La Poursuite impitoyable (The Chase) d'Arthur Penn
- 1966 : Vivre libre (Born free) de James Hill
- 1966 : Un mort en pleine forme (The Wrong Box) de Bryan Forbes
- 1966 : Le secret du rapport Quiller (The Quiller Memorandum) de Michael Anderson
- 1967 : Dutchman d'Anthony Harvey
- 1967 : Les Chuchoteurs (The Whisperers) de Bryan Forbes
- 1967 : On ne vit que deux fois (You Only live Twice) de Lewis Gilbert
- 1968 : Boom (Boom!) de Joseph Losey
- 1968 : Petulia de Richard Lester
- 1968 : Le Chat croque les diamants (Deadfall) de Bryan Forbes
- 1968 : Le Lion en hiver (The Lion in Winter) d'Anthony Harvey
- 1969 : Le Rendez-vous (The Appointment) de Sidney Lumet
- 1969 : Macadam Cowboy (Midnight Cowboy) de John Schlesinger
- 1969 : Au service secret de Sa Majesté (On her Majesty's secret service) de Peter Hunt

#### Années 1970
- 1970 : Monte Walsh de William A. Fraker
- 1971 : La Vallée perdue de James Clavell
- 1971 : La Randonnée (Walkabout) de Nicolas Roeg
- 1971 : Le Rivage oublié (They Might Be Giants) d'Anthony Harvey
- 1971 : Les Diamants sont éternels (Diamonds are forever) de Guy Hamilton
- 1971 : Marie Stuart, Reine d'Écosse (Mary, Queen of Scots) de Charles Jarrott
- 1972 : Sentimentalement vôtre (Follow Me!) de Carol Reed
- 1972 : Alice au pays des merveilles (Alice's Adventures in Wonderland) de William Sterling
- 1973 : A Doll's House de Patrick Garland
- 1974 : The Dove de Charles Jarrott
- 1974 : Top secret (The Tamarin Seed) de Blake Edwards
- 1974 : L'Homme au pistolet d'or (The Man with golden gun) de Guy Hamilton
- 1975 : Le jour du fléau (Day of the Locust) de John Schlesinger
- 1976 : La Rose et la Flèche (Robin and Marian) de Richard Lester
- 1976 : King Kong de John Guillermin
- 1977 : Le Bison blanc (The White Buffalo) de Jack Lee Thompson
- 1977 : Les Grands Fonds (The Deep) de Peter Yates
- 1977 : First Love (en) de Joan Darling (non crédité)
- 1978 : St. Joan de Steven Rumbelow
- 1978 : Betsy (The Betsy) de Daniel Petrie
- 1978 : Le Jeu de la mort (Game of Death) de Robert Clouse
- 1978 : Starcrash : Le Choc des étoiles (Scontri stellari oltre la terza dimensione) de Luigi Cozzi
- 1979 : Guerre et Passion (Hanover street) de Peter Hyams
- 1979 : Moonraker (Moonraker) de Lewis Gilbert
- 1979 : Le Trou noir (The Black Hole) de Gary Nelson

#### Années 1980
- 1980 : Jeux érotiques de nuit (Night Games) de Roger Vadim
- 1980 : La Guerre des abîmes (Raise the Titanic) de Jerry Jameson
- 1980 : Quelque part dans le temps (Somewhere in Time) de Jeannot Szwarc
- 1980 : Touched by Love de Gus Trikonis
- 1980 : Rendez-vous chez Max's (Inside Moves) de Richard Donner
- 1981 : Le Justicier solitaire (The Legend of the Lone Ranger) de William A. Fraker
- 1981 : La Fièvre au corps (Body Heat) de Lawrence Kasdan
- 1982 : Hammett de Wim Wenders
- 1982 : Meurtre par téléphone (Murder by Phone) de Michael Anderson
- 1982 : Frances de Graeme Clifford
- 1983 : Les Aventuriers du bout du monde (High Road to China) de Brian G. Hutton
- 1983 : Octopussy de John Glen
- 1984 : Mort d'un dealer... (Mike's Murder) de James Bridges
- 1984 : French Lover (Until September) de Richard Marquand
- 1984 : Cotton Club de Francis Ford Coppola
- 1985 : Dangereusement vôtre (A view to a kill) de John Glen
- 1985 : À double tranchant (Jagged Edge) de Richard Marquand
- 1985 : Out of Africa : Souvenirs d'Afrique (Out of Africa) de Sydney Pollack
- 1986 : A Killing Affair de David Saperstein
- 1986 : Golden Child : L'Enfant sacré du Tibet (The Golden Child) de Michael Ritchie
- 1986 : Howard... une nouvelle race de héros (Howard the duck) de Willard Huyck
- 1986 : Peggy Sue s'est mariée (Peggy Sue Got Married) de Francis Ford Coppola
- 1987 : Tuer n'est pas jouer (The Living Daylights) de John Glen
- 1987 : Hearts of Fire de Richard Marquand
- 1988 : Mascarade (Masquerade) de Bob Swaim

#### Années 1990
- 1990 : Danse avec les loups (Dances with wolves) de Kevin Costner
- 1992 : Le Rubis du Caire de Graeme Clifford
- 1992 : Chaplin de Richard Attenborough
- 1993 : Proposition indécente (Indecent Proposal) d'Adrian Lyne
- 1993 : My Life de Bruce Joel Rubin
- 1994 : L'Expert (The Specialist) de Luis Llosa
- 1995 : Pleure, ô pays bien-aimé (Cry the beloved country) de Darrell Roodt
- 1995 : Les Amants du nouveau monde (The Scarlet Letter) de Roland Joffé
- 1995 : Across the Sea of Time de Stephen Low
- 1997 : Au cœur de la tourmente (Swept from the sea) de Beeban Kidron
- 1998 : Code Mercury (Mercury Rising) de Harold Becker
- 1998 : La Carte du cœur (Playing by Heart) de Willard Carroll

#### Années 2000
- 2001 : Enigma de Michael Apted

### Télévision
- 1971 : Amicalement vôtre (série télévisée - Thème du générique)
- 1972 : L'Aventurier (série télévisée - Thème du générique)
- 1973 : La Ménagerie de verre (The Glass Menagerie) (téléfilm) de Anthony Harvey
- 1973 : Les Mystères d'Orson Welles (Orson Welles Great Mysteries)
- 1974 : Vivre libre (Born Free) (téléfilm)
- 1975 : Il neige au printemps (Love Among the Ruins) (téléfilm) de George Cukor
- 1979 : Le Blé est vert (The Corn Is Green) (téléfilm) de George Cukor
- 1983 : Svengali (téléfilm) d'Anthony Harvey

### Courts métrages
- 1997 : David Arnold & David McAlmont: Diamonds Are Forever de Rocky Schenck
- 1997 : What Makes Me Tick! d'Arthur L. Bernstein

## Distinctions

### CinqOscars
- 1967 : Best Original Song pour Born Free from Born Free
- 1967 : Best Original Music Score pour Born Free
- 1969 : Best Original Music Score for a Motion Picture (not a Musical) pour Le Lion en hiver
- 1986 : Best Original Score pour Out of Africa
- 1991 : Best Original Score pour Danse avec les loups

### Nominations aux Oscars
- 1972 : Best Original Dramatic Score pour Marie Stuart, Reine d'Écosse
- 1993 : Best Original Score pour Chaplin

### Grammy Award
- 1992 : Best Score Soundtrack Album for a Motion Picture, Television or Other Visual Media pour Danse avec les loups

### BAFTAAward
- 1969 : Anthony Asquith Award for Film Music pour Le Lion en hiver

### BAFTA Fellowship Award
- 2005 : attribution du titre

### Nominations auxBAFTA
- 1987 : Best Score pour Out of Africa
- 1992 : Best Original Score pour Danse avec les loups

### Nominations auxEmmy Award
- 1964 : Outstanding Achievement in Composing Original Music for Television pour Elizabeth Taylor in London (a 1963 television special)
- 1977 : Outstanding Achievement in Music Composition for a Special (Dramatic Underscore) pour Eleanor and Franklin: The White House Years (en)

### Max Steiner Lifetime Achievement Award
- 2009 : présenté par la ville de Vienne

### Songwriters Hall of Fame
- 1998 : Barry y fut admis